# خلية أماكرين

أنواع الخلايا في شبكية العين للفقريات –
INL: طبقة داخلية نووية،
R: خلية عصوية, C: خلايا مخروطية,
H: خلية أفقية، Bi: خلية ثنائية القطب،
A: خلية أماكرين, G: عصبون الشبكية,
GC: طبقة عصبونات الشبكية.
(الضوء هنا يسقط من أسفل.)

خلية أماكرين (بالإنجليزية: Amacrine cell)‏ هي أحد أنواع الخلايا العصبية الموجودة في شبكية العين للحيوانات الفقرية. والتسمية مأخوذة عن اللغة اليونانية، حيث a معناها «لا» أو «غير»؛ و makrós ومعناها «كبير»؛ و is ومعناها عضلة أو.
توجد تلك خلايا الأماكرين في طبقة داخلية INL في شبكية العين. يوجد منها نحو 20 نوع وبذلك فهي تشكل صنفا متعددا من الخلايا العصبية الموجودة في شبكية العين.
وهي تقوم بتوصيل عصبونات الطبقة الداخلية IPL للشبكية بالمحاور العصبية للخلايا ثنائية القطب (Bi) وكذلك بالزوائد الشجرية لعصبونات الشبكية G ؛ وبالتالي تعمل - مثل الخلايا العرضية H –
على الاتصال العرضي داخل الشبكية، ولكن على مستوي ثاني. تؤثر خلايا الأماكرين عن طريق الخلايا ثنائية القطب على الإشارات الواصلة إلى عصبونات الشبكية.
سميت خلايا الأماكرين بهذا الاسم الذي يعني أنها «صغيرة الاطراف» على الافتراض الأولي بأن ليس لها محور عصبي (من عالم التشريح «سنتياجو كاجال» في عام 1894). وينطبق ذلك على الأغلبية العظمى منها: فعلى زوائدها الشجرية توجد مداخل ومخارج تشابكات عصبية، وينقصها المحور العصبي. ولكن بعض خلايا الأماكرين لها أطراف شبيهة بالمحاور العصبية، وهي تعمل على انتقال الإشارات عبر مسافات طويلة نسبيا إلى الشبكية، ولكنها لا تخرج إلى الطبقة GC للشبكية مثلما تفعل عصبونات الشبكية.

## اقرأ أيضا
- عدسة العين
- شبكية العين
- خلية عصوية

## كتب
- Nicholls، John G.؛ A. Robert Martin؛ Paul A. Fuchs؛ David A. Brown؛ Mathew E. Diamond؛ David A. Weisblat (2012). From Neuron to Brain, Fifth Edition. Boston, Massachusetts: Sinauer Associates, Inc. {{استشهاد بكتاب}}: الوسيط غير المعروف |الرقم المعياري= تم تجاهله يقترح استخدام |ردمك= (مساعدة)
- سانتياغو رامون إي كاخال: Die Retina der Wirbelthiere. Untersuchungen mit der Golgi-Gajal'schen Chromosilbermethode und der Ehrlich'schen Methylenblaufärbung. J. F. Bergmann, Wiesbaden 1894.
- Rolf Sauermost (Hrsg.): Lexikon der Biologie.Band 1: A bis Arjona. Spektrum, Akademischer Verlag, Heidelberg 1999, ISBN 3-8274-0326-X.